# Kachtanka (film, 2004)
Kachtanka (Кашта́нка) est un film d'animation russe réalisé par Natalia Orlova (ru) d'après la nouvelle éponyme d'Anton Tchekhov (1887) sorti en 2004. Il remporte un Nika du meilleur film d'animation et le prix du jury pour le court métrage au Festival international du film d'animation d'Annecy en 2006.

## Fiche technique
- Titre : Kachtanka
- Titre original russe : Кашта́нка
- Réalisation : Natalia Orlova (ru)
- Scénario : Vladimir Golovanov (ru) d'après Anton Tchekhov
- Photographie : Aleksandr Tchekhovski
- Direction artistique : Vera Piounova
- Animateurs : Dmitri Novosselov, Aleksandr Panov, Sergueï Glagolev, Aleksandr Mazaïev
- Son : Viktor Brouss
- Assistant réalisateur :
- Producteur : Tenguiz Semionov
- Production : Animos
- Musique originale : Igor Nazarouk (ru)
- Pays :  Russie
- Durée : 20 minutes
- Langue : russe
- Sortie : 2004